# Pedro Chaves
Pedro Matos Chaves (Oporto, Portugal; 27 de febrero de 1965) es un expiloto de automovilismo portugués.
Chaves fue el segundo campeón portugués de Fórmula Ford, en 1986, comenzando una carrera internacional en 1987 en el Campeonato Británico de Fórmula Ford. En 1990 ganó el Campeonato de Fórmula 3000 Británica con los colores de Madgwick Motorsport, también compitiendo en algunas rondas de Fórmula 3000 Internacional.
En Fórmula 1 disputó 13 Grandes Premios con el equipo Coloni, sin poder preclasificar en ninguna carrera en 1991. Después de no clasificarse para el Gran Premio de Portugal, Chaves abandonó el equipo y se llevó el resto del dinero de su patrocinio.
A finales de ese año Chaves tenía un acuerdo con Leyton House (que pasaría a llamarse March F1) para competir en 1992. Sin embargo, el dinero del patrocinio llegó demasiado tarde, y el equipo contrato a Karl Wendlinger en su lugar. 
En 1992, Chaves regresó a F3000, primero con GJ Racing y más tarde en la temporada moviéndose al más competitivo Il Barone Rampante. Chaves luego pasó tres años en la serie Indy Lights con Brian Stewart Racing, ganando una carrera en Vancouver en 1995. Chaves y Robbie Buhl fueron los únicos pilotos en ganar esa temporada además de Greg Moore, quien ganó el resto de los eventos. Chaves disputó el Campeonato de Portugal de Rally en 1998, ganando el título en 1999 y 2000, con su copiloto Sérgio Paiva, en un Toyota Corolla WRC con soporte de fábrica. En 2001, se llevó el título del Campeonato de España de GT, en un Saleen S7-R copilotado por Miguel Ramos. También condujo en las 24 Horas de Le Mans y el Campeonato FIA GT, para Graham Nash Motorsport en 2002 y 2003.
En 2006 se convirtió en entrenador del A1 Team Lebanon de A1 Grand Prix. En 2008 asumió los deberes gerenciales en A1 Team Portugal. Actualmente está gestionando la carrera de su hijo David.

## Resultados

### Fórmula 1
(Clave) (negrita indica pole position) (cursiva indica vuelta rápida)

| Año     | Escudería         | 1        | 2        | 3        | 4        | 5        | 6        | 7        | 8        | 9        | 10       | 11       | 12       | 13       | 14  | 15  | 16  | Pos. | Puntos |
| ------- | ----------------- | -------- | -------- | -------- | -------- | -------- | -------- | -------- | -------- | -------- | -------- | -------- | -------- | -------- | --- | --- | --- | ---- | ------ |
| 1991    | Coloni Racing Srl | USA DNPQ | BRA DNPQ | SMR DNPQ | MON DNPQ | CAN DNPQ | MEX DNPQ | FRA DNPQ | GBR DNPQ | GER DNPQ | HUN DNPQ | BEL DNPQ | ITA DNPQ | POR DNPQ | ESP | JPN | AUS | NC   | 0      |
| Fuente: |                   |          |          |          |          |          |          |          |          |          |          |          |          |          |     |     |     |      |        |